# Полосатый копьеносец
Полосатый копьеносец, или полосатый марлин (лат. Kajikia audax), — вид лучепёрых рыб семейства марлиновых (Istiophoridae). Распространены в Тихом, Индийском и Атлантическом океанах. Максимальная длина 420 см.

## Таксономия и этимология
Впервые вид описал в 1887 году немецкий палеонтолог, ботаник, зоолог и натуралист Рудольф Амандус Филиппи на основании образца, отловленного у берегов Икике (Чили). Виду был присвоен биномен Histiophorus audax. В 2006 году группа американских учёных на основании генетических исследований выделила род Kajikia, куда был помещён данный вид.
Видовое название дано от лат. Audacia — «дерзкий». Причина выбора такого названия не объяснялась, но возможно связана со «смелым» полосатым узором на теле рыбы.

## Описание
Тело удлинённое, сжатое с боков; покрыто мелкими продолговатыми чешуйками, каждая чешуйка с одной или двумя колючками в задней части . Рыло выдаётся вперёд в виде удлинённого копьевидного выступа, образованного предчелюстными и носовыми костями. «Копьё» толстое и длинное, округлое в поперечном сечении. Затылок приподнят. Мелкие зубы расположены полосками на нёбных и челюстных костях. Левая и правая жаберные перепонки сращены между собой, но не прикреплены к межжаберному промежутку. На жаберных дугах нет жаберных тычинок. Два спинных плавника. В первом спинном плавнике 37—42 лучей; высокая передняя часть с заострённым передним краем (её высота превышает, или иногда равна высоте тела); высота первого спинного плавника резко снижается на уровне 10 луча, а затем снижение высоты идёт постепенно. Основание первого спинного плавника длинное, начинается на уровне заднего края предкрышки. Второй спинной плавник с 5—6 мягкими лучами начинается на уровне за началом основания второго анального плавника. Два анальных плавника; в первом 13—18 лучей, верхний край закруглённый; второй анальный плавник с 5—6 мягкими лучами похож по размеру и форме на второй спинной плавник. Анальное отверстие расположено около начала первого анального плавника. Расстояние между анальным отверстием и началом анального плавника меньше половины высоты анального плавника. Грудные плавники длинные и узкие с заострёнными краями и 18—22 лучами, плотно прижаты к бокам тела. Тонкие брюшные плавники равны по размеру или немного короче грудных плавников у взрослых особей и немного длиннее у мелких особей. Хвостовой стебель сжат с боков и слегка вдавлен в дорсовентральном направлении; с каждой стороны проходят по два киля; на дорсальной и вентральной поверхностях хорошо выражены неглубокие выемки. Хвостовой плавник месяцеобразный. Боковая линия одна, хорошо заметна, идёт вдоль всего тела, немного изгибается над основанием грудных плавников, затем прямая. Позвонков 24 (12 туловищных и 12 хвостовых).
Верхняя часть тела сине-чёрного цвета, нижняя часть — серебристо-белая. По бокам тела проходят 15—20 рядов полос кобальтового цвета, каждая из которых состоит из круглых точек и/или узких полосок. Первый спинной плавник тёмно-синий; остальные плавники обычно тёмно-коричневые, иногда с тёмно-синим оттенком; основания первого и второго анальных плавников серебристо-белые.
Максимальная длина тела 420 см, обычно до 290 см. Масса тела до 440 кг.
По данным Международной Ассоциации спортивного рыболовства (International Game Fish Association) наиболее крупный экземпляр полосатого марлина массой 224,1 кг был выловлен у берегов Новой Зеландии 16 января 1986 года.

## Биология

### Питание
Полосатые марлины являются активными оппортунистическими хищниками с широким спектром питания.

### Размножение
В Коралловом море самки полосатого марлина впервые созревают (50 % особей в популяции) при средней длине тела (от окончания нижней челюсти до развилки хвостового плавника) 210 см, а самцы — при средней длине тела 166,8 см. Соотношение числа самок к числу самцов возрастает при увеличении размеров рыб. В нерестовый период образуются крупные скопления. Пик нереста наблюдается в ноябре—декабре при температуре поверхностных вод от 24,8 до 28,3 °С.
В юго-западной части Тихого океана (Тайвань) самки полосатого марлина впервые созревают (50 % в популяции) при средней длине тела 181 см в возрасте 4—8 лет. Нерестятся с апреля до августа с пиком в июне—июле. Нерест порционный, самки вымётывают икру каждые 3—7 дней. Средняя порционная плодовитость составляет 4,4±2,02 млн икринок; относительная плодовитость — 53,6 ±13,9 ооцитов на грамм массы тела; абсолютная плодовитость за нерестовый сезон — 181,3±48,3 млн икринок.

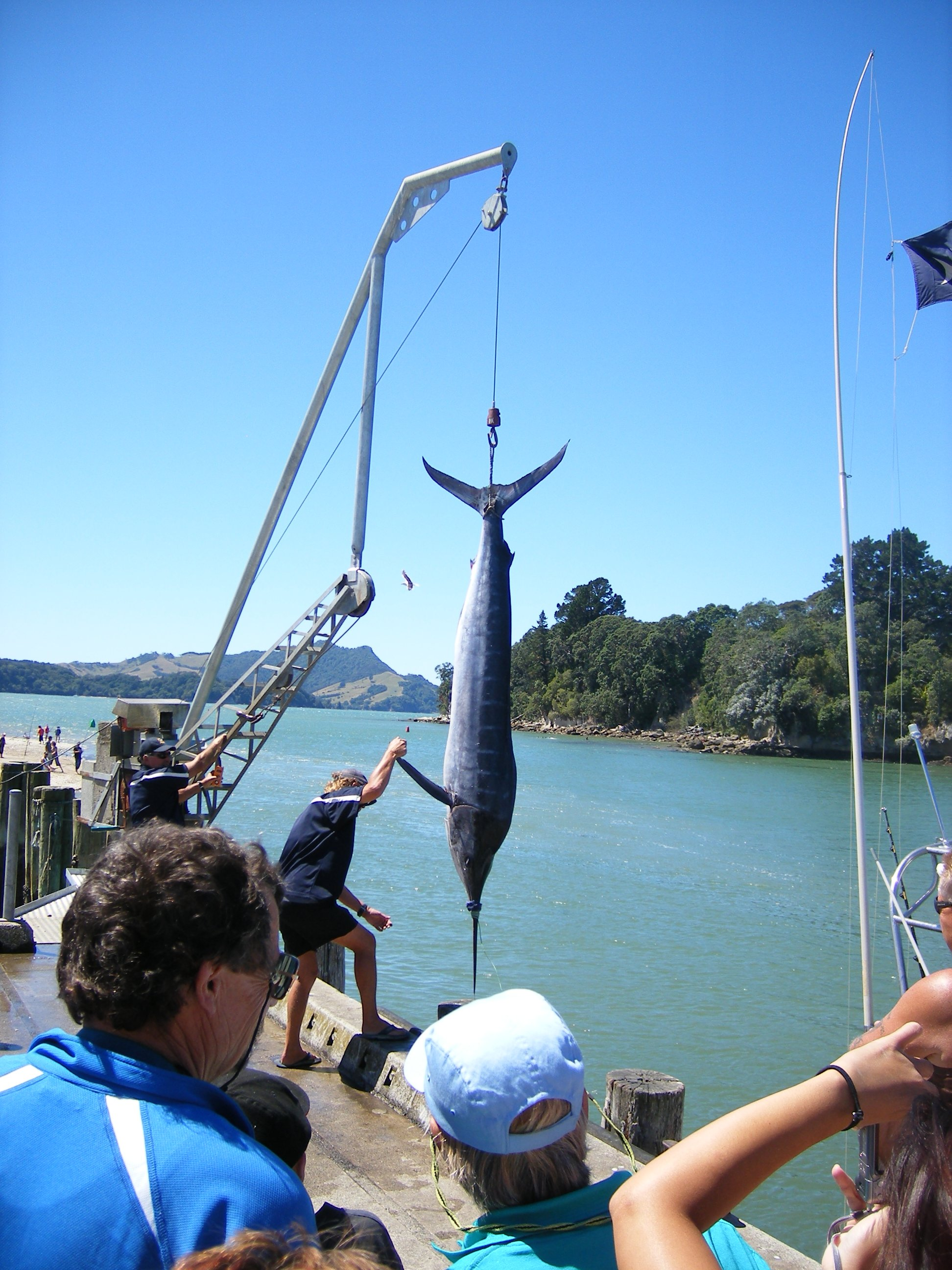
Полосатый марлин массой 114,6 кг

## Ареал
Широко распространены в тропических и тёплых умеренных водах Тихого и Индийского океанов. Ареал в Тихом океане имеет подковообразную форму с основанием вдоль побережья Центральной Америки, простирается между 45° с. ш. и 30° ю. ш. в юго-восточной части и 45° ю. ш. в юго-западной части. В Индийском океане проникают вплоть до 45° ю. ш. в юго-западной части и 35° ю. ш. в юго-восточной части. Изредка встречаются в юго-восточной части Атлантического океана у мыса Доброй Надежды и западной Африки. В данные районы полосатые марлины заплывают случайно и не нерестятся.

## Взаимодействие с человеком
Ценная промысловая рыба. Ловят ярусами, троллингом, удебными орудиями лова и электрическими гарпунами. Максимальный уловы достигали 26412 тонн в 1964 году. Больше всех ловят Япония и Тайвань. Мясо очень вкусное, реализуется в замороженном и свежем виде.
| Год                   | 2010 | 2011 | 2012 | 2013 | 2014 | 2015 | 2016 |
| Мировые уловы, тыс. т | 9,0  | 11,6 | 11,9 | 10,8 | 9,6  | 9,6  | 10,8 |